# Psychotria pentaphtosa
Psychotria pentaphtosa är en måreväxtart som beskrevs av Johannes Müller Argoviensis. Psychotria pentaphtosa ingår i släktet Psychotria och familjen måreväxter. Inga underarter finns listade i Catalogue of Life.